# Prêmio TVyNovelas de melhor atriz antagonista
O Prêmio TVyNovelas de melhor atriz antagonista (no original em espanhol: Premio TVyNovelas a la mejor villana/actriz antagónica) é um dos prêmios oferecidos durante a realização do Prêmio TVyNovelas, destinado à melhor atriz antagonista das telenovelas produzidas pela Televisa, exibidas através do canal Las Estrellas.

## História
O Prêmio TVyNovelas de melhor vilã (de 2005 a 2012, chamado Melhor Atriz Antagonista ) é uma categoria de prêmio  da cerimônia do TVyNovelas Awards no México. A lista restrita é entregue apenas às novelas feitas na Televisa. Em 36 das cerimônias do Prêmio TVyNovelas no México, 26 atrizes diferentes foram agraciadas com 36 prêmios de melhor atriz por antagonizar uma novela mexicana. A primeira atriz a receber o prêmio foi Silvia Pasquel por El amor nunca muere (não televisionada) em 1983 e o prêmio mais recente foi para Claudia Martín por seu papel na novela Amar a muerte (2019).

## Recordes na categoria de melhor vilã

### Atriz com mais prêmios
- 2 prêmios: Laura Zapata, Leticia Calderón, María Rubio, Daniela Romo, Cynthia Klitbo, Chantal Andere, Rocío Banquells, Diana Bracho, Itatí Cantoral e Daniela Castro.

### Atriz com mais nomeações
- 8 Nomeações: Cynthia Klitbo.
- 6 Nomeações: Chantal Andere.
- 4 Nomeações: Nailea Norvind, Úrsula Prats, Azela Robinson.
- 3 Nomeações: Jacqueline Andere, Diana Bracho, Daniela Castro, Adamari López, Alma Muriel, Sabine Moussier.
- 2 Nomeações: Lilia Aragón, Rocío Banquells, Rosa María Bianchi, Leticia Calderón, Itatí Cantoral, Claudia Islas, Altaír Jarabo, Rebecca Jones, Margarita Magaña, Daniela Romo, María Rubio, Laisha Wilkins , Julieta Egurrola e Laura Zapata..

### Atriz ganhadora em todas suas nomeações
- 2 Prêmios:Rocío Banquells , María Rubio,  , Itatí Cantoral , Daniela Romo e Leticia Calderón.

### Atriz mais jovem a ganhar
- Itatí Cantoral por María la del barrio (20 anos).

### Atriz mais jovem a ser nomeada
- Nailea Norvind por Cuando llega el amor con 20 anos de idade.

### Atriz mais velha ganhar
- Diana Bracho por Fuego en la sangre (64 anos).

### Atriz mais velha a ser nomeaada
- Isabela Corona por Victoria (75 anos).

## Vencedoras e indicadas

### Década de 1980
| Ano  | Atriz            | Telenovela                          | Personagem                       |
| ---- | ---------------- | ----------------------------------- | -------------------------------- |
| 1983 | Silvia Pasquel   | El amor nunca muere                 | Carolina                         |
| 1983 | Ana Silvia Garza | Vanessa                             | Elsa                             |
| 1983 | Magda Guzmán     | Al final del arco iris              | Elvira Balmori                   |
| 1984 | Rocío Banquells  | Bianca Vidal                        | Mónica Roldán                    |
| 1984 | Rosario Gálvez   | Bodas de odio                       | Paula de Mendonza                |
| 1984 | Úrsula Prats     | Amor ajeno                          | Úrsula Enríquez                  |
| 1985 | Rebecca Rambal   | Guadalupe                           | Elvira Fuentes                   |
| 1985 | Claudia Islas    | Tú eres mi destino                  | Rebeca Dávila                    |
| 1985 | Susana Alexander | La traición                         | Estela Serrano                   |
| 1986 | Rebecca Jones    | El ángel caído                      | María de los Ángeles Bustamante  |
| 1986 | Beatriz Sheridan | Vivir un poco                       | Aura Merisa Obregón              |
| 1986 | Patsy            | Los años pasan                      | Fabiola Montesinos               |
| 1986 | Úrsula Prats     | Tú o nadie                          | Maura Valtierra                  |
| 1987 | María Rubio      | Cuna de lobos                       | Catalina Creel                   |
| 1987 | Lilia Aragón     | Cuna de lobos                       | Rosalía Mendonza                 |
| 1987 | Malena Doria     | Herencia maldita                    | Virgínia                         |
| 1987 | Úrsula Prats     | Monte calvario                      | Olivia Montero                   |
| 1988 | Laura Zapata     | Rosa salvaje                        | Dulcina Linares                  |
| 1988 | Isabela Corona   | Victoria                            | María Esther Williams            |
| 1988 | Úrsula Prats     | Pobre señorita Limantour            | Greta Torreblanco                |
| 1989 | Margarita Sanz   | Amor en silencio                    | Mercedes Silva                   |
| 1989 | Alma Muriel      | El extraño retorno de Diana Salazar | Lucrecia Treviño/Irene del Conde |
| 1989 | Claudia Islas    | Pasión y poder                      | Nina Guerra                      |

### Década de 1990
| Ano  | Atriz               | Telenovela                | Personagem                 |
| ---- | ------------------- | ------------------------- | -------------------------- |
| 1990 | Susana Dosamantes   | Morir para vivir          | Rosaura Guzman             |
| 1990 | Alejandra Maldonado | Mi segunda madre          | Irene Montenegro           |
| 1990 | Gabriela Goldsmith  | Simplemente María         | Lorena del Villar          |
| 1991 | July Furlong        | Mi pequeña Soledad        | Natalia Villaseñor         |
| 1991 | Alma Muriel         | Yo compro esa mujer       | Matilde Montes de Oca      |
| 1991 | Mariagna Prats      | Destino                   | Cristina Palafox           |
| 1991 | Nailea Norvind      | Cuando llega el amor      | Alejandra Contreras        |
| 1991 | Rosa María Bianchi  | Mi pequeña Soledad        | Piedad Fernández           |
| 1992 | Cynthia Klitbo      | Cadenas de amargura       | Sofía Gastelum             |
| 1992 | Blanca Guerra       | Al filo de la muerte      | Alina Estrada              |
| 1992 | Rosa María Bianchi  | Vida robada               | Irene Soler                |
| 1993 | Laura Zapata        | María Mercedes            | Malvina del Olmo           |
| 1993 | Anna Silvetti       | De frente al sol          | Noemí Serrano Cossio       |
| 1993 | Rebecca Jones       | La sonrisa del diablo     | Deborah San Román          |
| 1994 | Diana Bracho        | Capricho                  | Eugenia Montaño            |
| 1994 | Chantal Andere      | Los parientes pobres      | Alba Zavala                |
| 1994 | Laura Flores        | Clarisa                   | Elide González             |
| 1995 | María Rubio         | Imperio de cristal        | Livia Arizmendi            |
| 1995 | Chantal Andere      | Marimar                   | Angélica Narváez           |
| 1995 | Julieta Egurrola    | Prisionera de amor        | Flavia Monasterios         |
| 1996 | Itatí Cantoral      | María la del barrio       | Soraya Montenegro          |
| 1996 | Cynthia Klitbo      | La dueña                  | Laura Castro               |
| 1996 | Yolanda Andrade     | Retrato de familia        | Elvira Preciado            |
| 1997 | Chantal Andere      | Sentimientos ajenos       | Leonor de la Huerta        |
| 1997 | Ana Patricia Rojo   | Bendita mentira           | Mireya de la Mora          |
| 1997 | Azela Robinson      | Cañaveral de pasiones     | Dinorah Fabermann          |
| 1998 | Eugenia Cauduro     | Alguna vez tendremos alas | Magdalena Arredón          |
| 1998 | Cynthia Klitbo      | Alguna vez tendremos alas | Rosaura Ontiveros          |
| 1998 | Laura Zapata        | Esmeralda                 | Fátima Linares             |
| 1999 | Cynthia Klitbo      | El privilegio de amar     | Tamara de la Colina        |
| 1999 | Adamari López       | Camila                    | Mónica Iturralde           |
| 1999 | Karla Álvarez       | La mentira                | Virginia Fernández-Negrete |

### Década de 2000
| Ano  | Atriz              | Telenovela                | Personagem            |
| ---- | ------------------ | ------------------------- | --------------------- |
| 2000 | Monika Sánchez     | Laberintos de pasión      | Nadia Casanova        |
| 2000 | Alma Muriel        | Nunca te olvidaré         | Consuelo del Valle    |
| 2000 | Lupita Ferrer      | Rosalinda                 | Valeria del Castillo  |
| 2001 | Nailea Norvind     | Abrázame muy fuerte       | Deborah Falcón        |
| 2001 | Susana Zabaleta    | Mi destino eres tú        | Emma Pimentel         |
| 2001 | Yadhira Carrillo   | El precio de tu amor      | Sandra Rangel         |
| 2002 | Itatí Cantoral     | Sin pecado concebido      | Raquel Villavivencio  |
| 2002 | Joana Benedek      | Amigas y rivales          | Roxana Brito          |
| 2002 | Karyme Lozano      | El manantial              | Bárbara Luna          |
| 2003 | Sasha Montenegro   | Las vías del amor         | Catalina Valencia     |
| 2003 | Jacqueline Andere  | La otra                   | Bernarda Sáenz        |
| 2003 | Mercedes Molto     | Niña amada mía            | Karina Sánchez        |
| 2004 | Angélica Rivera    | Mariana de la noche       | Marcia Montenegro     |
| 2004 | Chantal Andere     | Amor real                 | Antonia Morales       |
| 2004 | Cynthia Klitbo     | Velo de novia             | Raquela Villaseñor    |
| 2004 | Laisha Wilkins     | Bajo la misma piel        | Paula Beltrán         |
| 2005 | Helena Rojo        | Inocente de ti            | Rebeca Linares-Robles |
| 2005 | Maya Mishalska     | Mujer de madera           | Piedad Villalpando    |
| 2005 | Monika Sánchez     | Apuesta por un amor       | Eva Flores            |
| 2006 | Daniela Romo       | Alborada                  | Juana Arellano        |
| 2006 | Cynthia Klitbo     | Peregrina                 | Abigail Osorio        |
| 2006 | Jacqueline Andere  | La madrastra              | Alba San Román        |
| 2006 | Lilia Aragón       | La esposa virgen          | Aurelia Betancourt    |
| 2006 | Edith González     | Mundo de fieras           | Josselyn Rivas        |
| 2006 | Fabiola Campomanes | Duelo de pasiones         | Thelma Castelo        |
| 2006 | Margarita Magaña   | La verdad oculta          | Bertha Balmori        |
| 2006 | Patricia Navidad   | La fea más bella          | Alicia Ferreira       |
| 2006 | Sabine Moussier    | Amar sin límites          | Eva Santoro           |
| 2008 | Chantal Andere     | Destilando amor           | Minerva Olmos         |
| 2008 | Adamari López      | Bajo las riendas del amor | Ingrid Linares        |
| 2008 | Daniela Castro     | Pasión                    | Lisabeta de Salamanca |
| 2009 | Diana Bracho       | Fuego en la sangre        | Gabriela Acevedo      |
| 2009 | Adamari López      | Alma de hierro            | Rita Anguiano         |
| 2009 | Cynthia Klitbo     | Palabra de mujer          | Delia Ibarra          |

### Década de 2010
| Ano  | Atriz              | Telenovela                       | Personagem             |
| ---- | ------------------ | -------------------------------- | ---------------------- |
| 2010 | Leticia Calderón   | En nombre del amor               | Carlota Espinoza       |
| 2010 | Altaír Jarabo      | En nombre del amor               | Romina Mondragón       |
| 2010 | Aracely Arámbula   | Corazón salvaje                  | Aimeé Montes de Oca    |
| 2010 | Cynthia Klitbo     | Atrévete a soñar                 | Bianca Peña            |
| 2011 | Rocío Banquells    | Cuando me enamoro                | Josefina Álvarez       |
| 2011 | Azela Robinson     | Llena de amor                    | Fedra Curiel           |
| 2011 | Jacqueline Andere  | Soy tu dueña                     | Leonor Montesinos      |
| 2011 | Margarita Magaña   | Teresa                           | Aída Cáceres           |
| 2012 | Daniela Romo       | Triunfo del amor                 | Bernarda Montejo       |
| 2012 | Chantal Andere     | Rafaela                          | Mireya Vival           |
| 2012 | Laisha Wilkins     | La fuerza del destino            | Marypaz Lomelí         |
| 2012 | Olivia Collins     | Dos hogares                      | Patricia Ortiz         |
| 2013 | Leticia Calderón   | Amor bravío                      | Isadora González       |
| 2013 | Mariana Seoane     | Por ella soy Eva                 | Rebeca Oropeza         |
| 2013 | Sabine Moussier    | Abismo de pasión                 | Carmina Bouvier        |
| 2014 | Marjorie de Sousa  | Amores verdaderos                | Kendra Ferreti         |
| 2014 | Altaír Jarabo      | Mentir para vivir                | Raquel Ledesma         |
| 2014 | Claudia Álvarez    | Porque el amor manda             | Verónica Hierro        |
| 2014 | Esmeralda Pimentel | De que te quiero, te quiero      | Diana Mendoza          |
| 2015 | Daniela Castro     | Lo que la vida me robó           | Graciela Giacinti      |
| 2015 | Azela Robinson     | Yo no creo en los hombres        | Josefa Cabrera         |
| 2015 | Claudia Ramírez    | El color de la pasión            | Rebeca Murillo         |
| 2015 | Mayrín Villanueva  | Mi corazón es tuyo               | Isabela Vázquez        |
| 2016 | Laura Carmine      | A que no me dejas                | Nuria Murat            |
| 2016 | Alejandra Barros   | La sombra del pasado             | Candela Rivero         |
| 2016 | Grettell Valdez    | Lo imperdonable                  | Virginia Prado-Castelo |
| 2016 | Ingrid Martz       | Antes muerta que Lichita         | Luciana de Toledo      |
| 2016 | Marisol del Olmo   | Amor de barrio                   | Catalina Lopezreina    |
| 2017 | Azela Robinson     | Vino el amor                     | Lilian Palacios        |
| 2017 | Ana Layevska       | Sin rastro de ti                 | Camila Borges          |
| 2017 | Diana Bracho       | El hotel de los secretos         | Teresa Langre          |
| 2017 | Nailea Norvind     | La candidata                     | Teresa Rivera          |
| 2017 | Sabine Moussier    | Sueño de amor                    | Tracy Kidman           |
| 2018 | Daniela Castro     | Me declaro culpable              | Roberta Monroy         |
| 2018 | África Zavala      | La doble vida de Estela Carrillo | Morgana Santos         |
| 2018 | Julieta Egurrola   | Caer en tentación                | Miriam Franco          |
| 2018 | Lola Merino        | Mi marido tiene familia          | Ana Romano             |
| 2018 | Luz Elena González | Enamorándome de Ramón            | Roxana Herrera         |
| 2019 | Claudia Martín     | Amar a muerte                    | Eva Carvajal           |
| 2019 | Bárbara Islas      | Mi marido tiene más familia      | Diana Mejía            |
| 2019 | Grettell Valdez    | Tenías que ser tú                | Jennifer Pineda        |
| 2019 | Ilza Ponko         | La piloto 2                      | Irina Kilichenko       |
| 2019 | Mariluz Bermúdez   | Hijas de la luna                 | Estefanía Iriarte      |

### Década de 2020
| Ano  | Atriz             | Telenovela      | Personagem              |
| ---- | ----------------- | --------------- | ----------------------- |
| 2020 | Gloria Stálina    | La reina soy yo | Diana Granados          |
| 2020 | Luz Edith Rojas   | Ringo           | Brenda Garay            |
| 2020 | Nailea Norvind    | Cuna de lobos   | Ámbar Reyes             |
| 2020 | Nicole Vale       | Vencer el miedo | Rebeca Rodríguez        |
| 2020 | Sandra Echeverría | La usurpadora   | Paola Miranda de Bernal |